# Clitellaria aurofasciata
Clitellaria aurofasciata är en tvåvingeart som först beskrevs av Enrico Adelelmo Brunetti 1924.  Clitellaria aurofasciata ingår i släktet Clitellaria och familjen vapenflugor.
Artens utbredningsområde är Laos. Inga underarter finns listade i Catalogue of Life.